# Madeco
Madeco es un grupo diversificado de empresas manufactureras de envases flexibles, tubos de cobre, y perfiles de aluminio y PVC para ventanas y cerramientos. Madeco tiene su casa matriz en Chile y además cuenta con presencia productiva en Argentina (Aluflex), también tuvo presencia en Perú (Peruplast) y Colombia (Flexa) en sociedad con capitales peruanos (Nexus) pero en 2016 vendió su participación a la australiana Amcor.
Las acciones de Madeco S.A. se transan en la bolsa de Santiago bajo el nemotécnico MADECO.

## Historia
Madeco tiene su origen en 1944, cuando se constituyó como sociedad anónima bajo la denominación de Manufacturas de Cobre S.A. (del cual debe su nombre). Originalmente fue fundada por Mademsa y los principales accionistas fueron los hermanos Aurelio y Américo Simonetti y la Corporación de Fomento de la Producción (Corfo). En 1961, junto con la familia Zecchetto, Madeco creó la empresa Alusa. En 1983, el grupo Luksic pasó a controlar la empresa, la que, en 1986, cambió su razón social a Madeco S.A.. Más tarde, en 2013, surgió una nueva Madeco a raíz de la división de la antigua sociedad anónima del mismo nombre (actualmente Invexans S.A.), acordada por la Junta Extraordinaria de Accionistas celebrada el 27 de marzo de ese año.
En la actualidad Madeco gestiona plantas en cuatro países de Sudamérica, productoras de envases flexibles para el mercado alimenticio, cuidado personal, farmacéutico, limpieza y congelados. Sus procesos productivos incluyen la extrusión de polietilenos, la flexografia y el huecograbado.